# Curio (Cognomen)
Curio war ein erbliches Cognomen (Beiname) innerhalb der römischen gens der Scribonier. Erblich wurde der Beiname, nachdem Gaius Scribonius Curio als zweiter Plebejer im Jahr 174 v. Chr. das Amt des curio maximus erlangt hatte.
Weitere Träger des Cognomens waren:
- Gaius Scribonius Curio (Konsul 76 v. Chr.)
- Gaius Scribonius Curio (Volkstribun)